# 大島機場
大島機場（日语：／ Ōshima kūkō */?）是東京都大島町 （伊豆大島）的機場，座落於伊豆大島北部的元町，根據日本空港整備法被分成第三種機場。跑道可對應小型噴射機升降。2021年9月起經公眾投票後，為其加設了暱稱「東京大島椿機場」（東京大島かめりあ空港）。

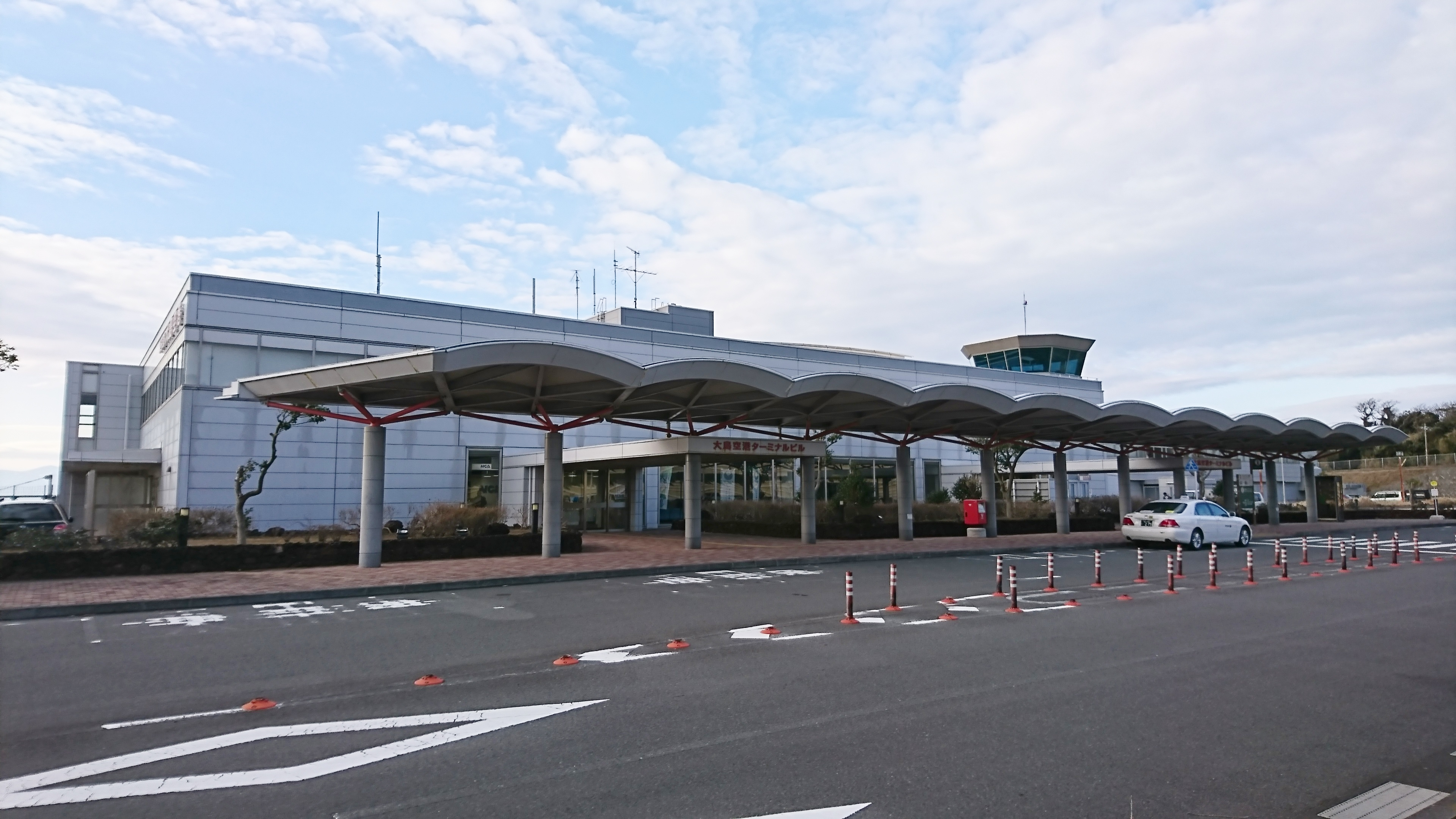
大島機場航廈外觀

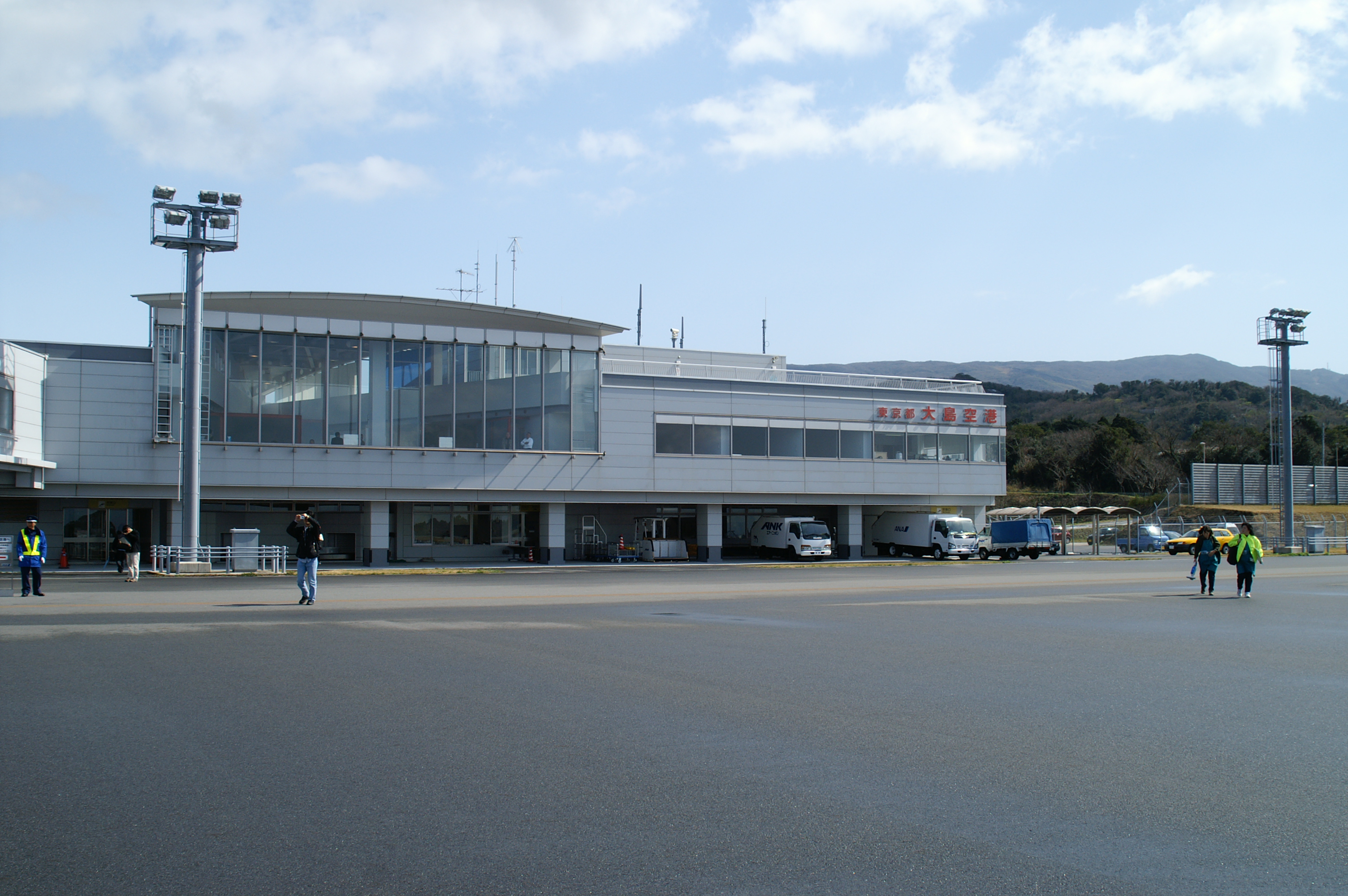
機場管理區域內

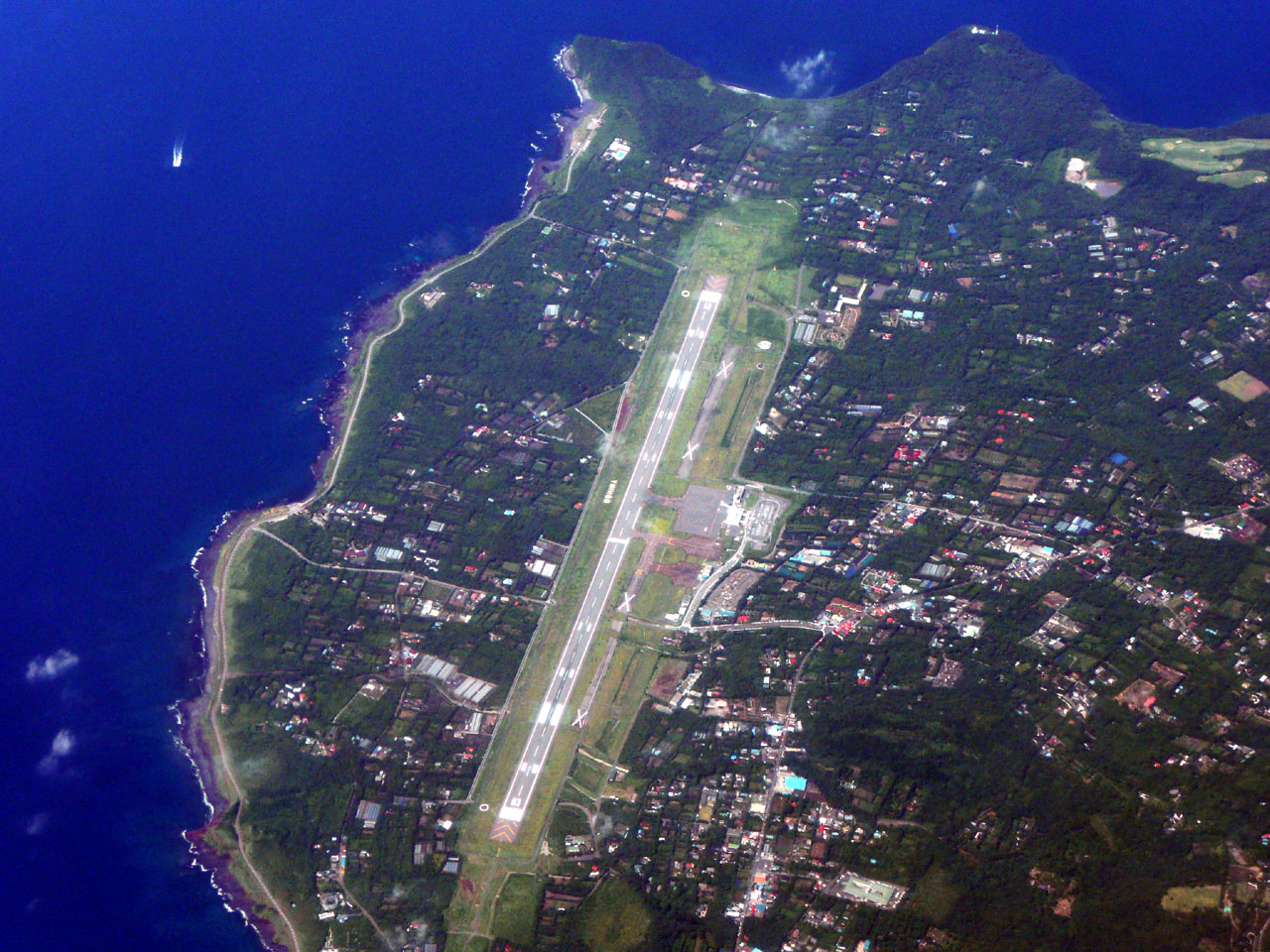
大島機場俯瞰（2009年）

## 現時營運路線
| 航空公司   | 目的地         |
| ---------- | -------------- |
| 新中央航空 | 調布           |
| 東邦航空   | 三宅島、利島村 |

1. ↑  使用直升機飛行

過往，全日本航空曾營辦羽田空港～大島機場的航班多年，但由於受到高速船的競爭，最終於2015年退出營運，現時主要由新中央航空利用多尼爾228小型載客飛機往來調布飛行場及大島機場。

## 歷史
- 1952年：元村營大島飛行場開幕。

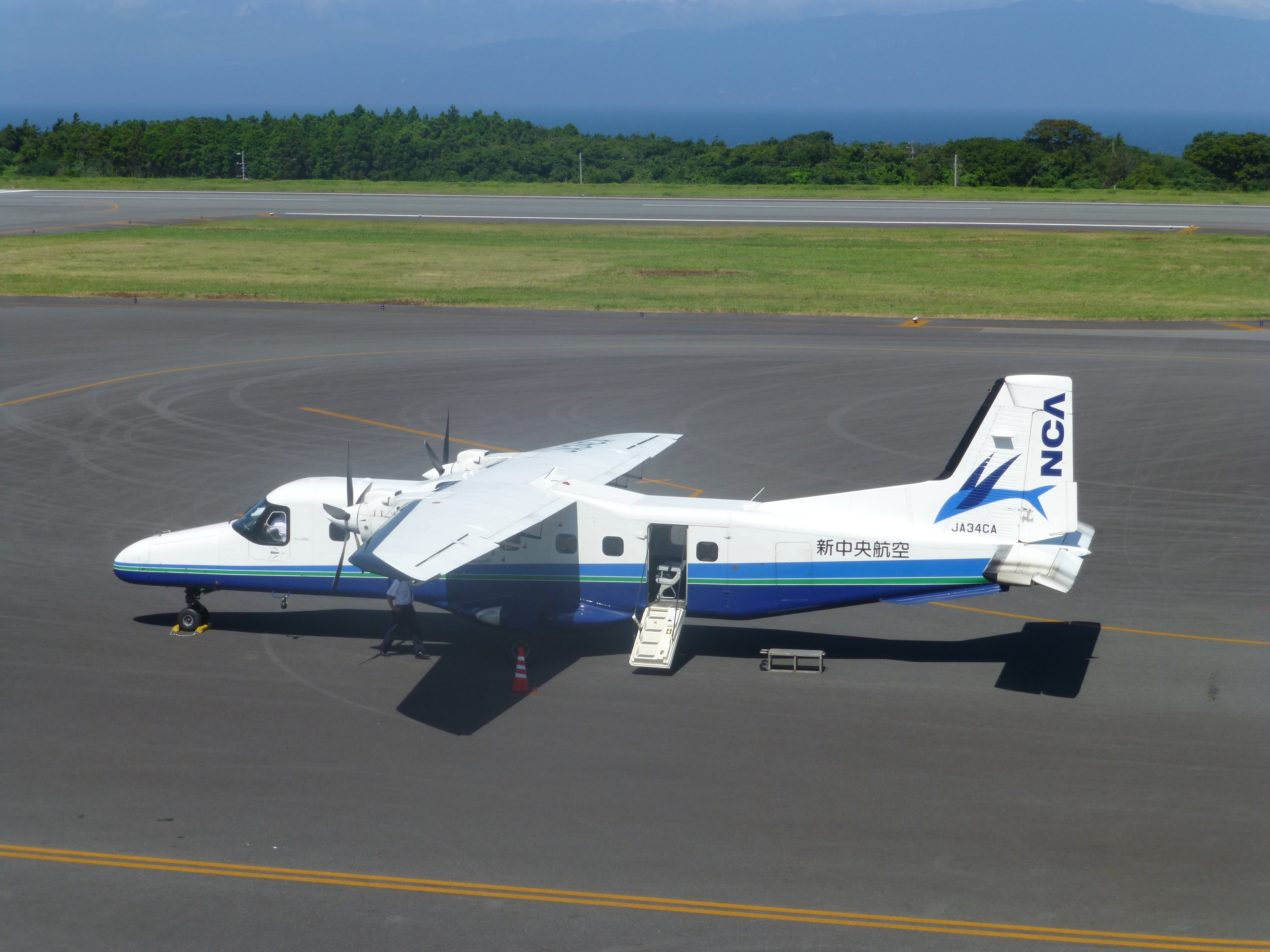
新中央航空多尼爾228小型載客飛機。

- 1960年10月：東京～大島定期運航開始[4]。
- 1964年6月：開設第三種機場，機場跑道長1,200米。
- 2001年3月：於舊跑道西北偏北約70米的新跑道開始使用（1,200米長、45米闊），舊跑道停用。
- 2002年10月：延長機場跑道至1,800米。
- 2008年8月：羽田～大島線開始營運,每日1往復。
- 2009年：

- 10月：大島～八丈島線停辦。羽田大島線改以德哈維蘭加拿大DHC-8300系航機飛行。
- 同年，新中央航空公佈，東京～大島航班改為每日3往復。

- 2014年3月30日：羽田～大島線由DHC-8-300系客機改為使用波音737噴射機飛行。
- 2015年10月25日：羽田～大島停辦[5]。

## 相關題目
- 日本機場列表

## 外部連結
- 東京都港灣局 大島機場 （页面存档备份，存于）
- 國土交通省東京航空局 大島空港 （页面存档备份，存于）
- 新中央航空調布↔大島航班表 （页面存档备份，存于）
- 東邦航空大島航班表 （页面存档备份，存于）
- ANA機場信息-大島機場（檔存資料）（日語）
- 氣象廳東京航空氣象台大島機場分室（日語）